# Metalimnobia novaeangliae
Metalimnobia novaeangliae là một loài ruồi trong họ Limoniidae. Chúng phân bố ở miền Tân bắc.